# Pseudopterogramma
Pseudopterogramma (лат.) — род мух-шароусок из подсемейства Limosininae.

## Описание
Мелкие мухи (1-1.9 мм) коричневой окраски. Голова и грудь без рисунка из микроскопических ворсинок. Передняя пара дорсоцентральных щетинок на среднеспинке находится непосредственно перед поперечным швом. Голени средних ног с двумя дорсальными щетинками в основной половине. Радиальная жилка R2+3 прямая или с отчетливой выемкой. Жилка R4+5 относительно прямая и встречаются с костальной жилкой около вершины крыла. Костальная жилка заканчивается с месте впадения в неё R4+5. У самцов шестой стернит брюшка простой. Сурстиль генитального аппарата разделен на (обычно) меньшую переднюю долю и большую заднюю долю (иногда примерно равные). Постгонит удлиненный и обычно тонкий. У самки восьмой стернит брюшка обычно почти треугольный, иногда разделен на трапециевидную переднюю половину и треугольную заднюю.

## Классификация
Включает 12 видов.
- Pseudopterogramma aestivale (Richards, 1973)
- Pseudopterogramma annectens (Richards, 1964)
- Pseudopterogramma brevivenosum (Tenorio, 1967)
- Pseudopterogramma conicum (Richards, 1946)
- Pseudopterogramma deemingi (Richards, 1973)
- Pseudopterogramma fenestrata (Richards, 1973)
- Pseudopterogramma fijiensis Kuwahara, Marshall, Luk, 2025
- Pseudopterogramma insulare (Papp, 1972)
- Pseudopterogramma kasut Kuwahara, Marshall, Luk, 2025
- Pseudopterogramma ketambensis Kuwahara, Marshall, Luk, 2025
- Pseudopterogramma metatarsalis (Papp, 2008)
- Pseudopterogramma siamense Papp, 2008

## Распространение
Встречается в Юго-Восточной Азии, Папуа — Новой Гвинее, Австралии и островах Океании, в том числе Гавайских.